# Montiàcies
Les montiàcies (Montiaceae) són una família de plantes angiospermes de l'ordre de les cariofil·lals.

## Descripció
Són plantes herbàcies o petits arbusts perennes o anuals, suculentes i anuals que arriben a fer 1 m d'alt. Les fulles poden ser alternes o oposades. Les flors són petites, la corol·la presenta entre 4 i 6 pètals, l'androceu consta de 4 a 6 estams i el gineceu d'un nombre de capels sincàrpics d'entre 2 i 8, amb ovaris súper. El fruit és una càpsula.

## Taxonomia
Aquesta família va ser publicada per primer cop l'any 1820 al volum cinquè de la revista Annales Générales des Sciences Physiques pel naturalista Constantine Samuel Rafinesque (1783-1840) sota el nom de Montidia. Va ser recuperada pel sistema APG III (2009) incloent-hi tàxons anteriorment llistats dins la família de les portulacàcies, dins de l'ordre de les cariofil·lals, decisió confirmada a l'actual versió APG IV.

### Gèneres
Dins d'aquesta família es reconeixen els 16 gèneres següents:
- Calandrinia Kunth
- Calyptridium Nutt.
- Cistanthe Spach
- Claytonia L.
- Erocallis Rydb.
- Hectorella Hook.f.
- Lenzia Phil.
- Lewisia Pursh
- Lewisiopsis Govaerts
- Lyallia Hook.f.
- Montia L.
- Montiopsis Kuntze
- Phemeranthus Raf.
- Rumicastrum Ulbr.
- Schreiteria Carolin
- Thingia Hershk.